# Eleições presidenciais portuguesas de 2016 no distrito de Setúbal
| Eleições presidenciais portuguesas de 2016 Distritos: Aveiro \| Beja \| Braga \| Bragança \| Castelo Branco \| Coimbra \| Évora \| Faro \| Guarda \| Leiria \| Lisboa \| Portalegre \| Porto \| Santarém \| Setúbal \| Viana do Castelo \| Vila Real \| Viseu \| Açores \| Madeira \| Estrangeiro |

## Resultados por Concelho
Os resultados nos concelhos do Distrito de Setúbal foram os seguintes:

### Alcácer do Sal
| Candidato               | Candidato                | Votos  | %               |
| ----------------------- | ------------------------ | ------ | --------------- |
|                         | António Sampaio da Nóvoa | 1 933  | 35,59 / 100,00  |
|                         | Marcelo Rebelo de Sousa  | 1 483  | 27,31 / 100,00  |
|                         | Edgar Silva              | 942    | 17,34 / 100,00  |
|                         | Marisa Matias            | 619    | 11,40 / 100,00  |
|                         | Maria de Belém Roseira   | 218    | 4,01 / 100,00   |
|                         | Vitorino Silva           | 123    | 2,26 / 100,00   |
|                         | Paulo de Morais          | 60     | 1,10 / 100,00   |
|                         | Henrique Neto            | 24     | 0,44 / 100,00   |
|                         | Cândido Ferreira         | 17     | 0,31 / 100,00   |
|                         | Jorge Sequeira           | 12     | 0,22 / 100,00   |
| Votos Inválidos         | Votos Inválidos          | 91     | 1,65 / 100,00   |
| Total                   | Total                    | 5 522  | 100,00 / 100,00 |
| Eleitorado/Participação | Eleitorado/Participação  | 10 865 | 50,82 / 100,00  |

| Freguesia                                        | %     | %     | %     | %     | %    | %    | %    | %    | %    | %    | Votantes |
| Freguesia                                        | ASN   | MRS   | ES    | MM    | MBR  | VS   | PM   | HN   | CF   | JS   | Votantes |
| ------------------------------------------------ | ----- | ----- | ----- | ----- | ---- | ---- | ---- | ---- | ---- | ---- | -------- |
| Comporta                                         | 25,10 | 32,68 | 13,81 | 14,79 | 4,28 | 5,06 | 3,31 | 0,39 | 0,39 | 0,31 | 527      |
| Santa Maria do Castelo e Santiago e Santa Susana | 36,64 | 28,02 | 15,12 | 12,03 | 4,22 | 1,95 | 1,08 | 0,43 | 0,32 | 0,19 | 3 758    |
| São Martinho                                     | 11,88 | 22,99 | 59,39 | 2,68  | 0,77 | 1,53 | 0    | 0    | 0    | 0,77 | 263      |
| Torrão                                           | 40,61 | 25,89 | 16,39 | 9,50  | 3,97 | 2,19 | 0,31 | 0,63 | 0,31 | 0,21 | 974      |
| Alcácer do Sal                                   | 35,59 | 27,31 | 17,34 | 11,40 | 4,01 | 2,26 | 1,10 | 0,44 | 0,31 | 0,22 | 5 522    |

### Alcochete
| Candidato               | Candidato                | Votos  | %               |
| ----------------------- | ------------------------ | ------ | --------------- |
|                         | Marcelo Rebelo de Sousa  | 3 183  | 42,00 / 100,00  |
|                         | António Sampaio da Nóvoa | 2 161  | 28,51 / 100,00  |
|                         | Marisa Matias            | 873    | 11,52 / 100,00  |
|                         | Edgar Silva              | 633    | 8,35 / 100,00   |
|                         | Maria de Belém Roseira   | 291    | 3,84 / 100,00   |
|                         | Vitorino Silva           | 183    | 2,41 / 100,00   |
|                         | Paulo de Morais          | 161    | 2,12 / 100,00   |
|                         | Henrique Neto            | 58     | 0,77 / 100,00   |
|                         | Jorge Sequeira           | 22     | 0,29 / 100,00   |
|                         | Cândido Ferreira         | 14     | 0,18 / 100,00   |
| Votos Inválidos         | Votos Inválidos          | 157    | 2,03 / 100,00   |
| Total                   | Total                    | 7 736  | 100,00 / 100,00 |
| Eleitorado/Participação | Eleitorado/Participação  | 14 358 | 53,88 / 100,00  |

| Freguesia     | %     | %     | %     | %     | %    | %    | %    | %    | %    | %    | Votantes |
| Freguesia     | MRS   | ASN   | MM    | ES    | MBR  | VS   | PM   | HN   | JS   | CF   | Votantes |
| ------------- | ----- | ----- | ----- | ----- | ---- | ---- | ---- | ---- | ---- | ---- | -------- |
| Alcochete     | 42,52 | 29,39 | 11,49 | 6,68  | 4,11 | 2,34 | 2,09 | 0,84 | 0,36 | 0,17 | 5 315    |
| Samouco       | 36,15 | 26,06 | 12,28 | 16,46 | 3,57 | 3,29 | 1,44 | 0,48 | 0,07 | 0,21 | 1 496    |
| São Francisco | 48,40 | 27,39 | 10,45 | 4,95  | 2,75 | 1,43 | 3,41 | 0,77 | 0,22 | 0,22 | 925      |
| Alcochete     | 42,00 | 28,51 | 11,52 | 8,35  | 3,84 | 2,41 | 2,12 | 0,77 | 0,29 | 0,18 | 7 736    |

### Almada
| Candidato               | Candidato                | Votos   | %               |
| ----------------------- | ------------------------ | ------- | --------------- |
|                         | Marcelo Rebelo de Sousa  | 29 762  | 39,64 / 100,00  |
|                         | António Sampaio da Nóvoa | 23 090  | 30,75 / 100,00  |
|                         | Marisa Matias            | 9 083   | 12,10 / 100,00  |
|                         | Edgar Silva              | 5 957   | 7,93 / 100,00   |
|                         | Maria de Belém Roseira   | 3 103   | 4,13 / 100,00   |
|                         | Paulo de Morais          | 1 853   | 2,47 / 100,00   |
|                         | Vitorino Silva           | 1 440   | 1,92 / 100,00   |
|                         | Henrique Neto            | 534     | 0,71 / 100,00   |
|                         | Jorge Sequeira           | 164     | 0,22 / 100,00   |
|                         | Cândido Ferreira         | 99      | 0,13 / 100,00   |
| Votos Inválidos         | Votos Inválidos          | 1 592   | 2,07 / 100,00   |
| Total                   | Total                    | 76 677  | 100,00 / 100,00 |
| Eleitorado/Participação | Eleitorado/Participação  | 148 963 | 51,47 / 100,00  |

| Freguesia                                  | %     | %     | %     | %    | %    | %    | %    | %    | %    | %    | Votantes |
| Freguesia                                  | MRS   | ASN   | MM    | ES   | MBR  | PM   | VS   | HN   | JS   | CF   | Votantes |
| ------------------------------------------ | ----- | ----- | ----- | ---- | ---- | ---- | ---- | ---- | ---- | ---- | -------- |
| Almada, Cova da Piedade, Pragal e Cacilhas | 36,76 | 33,65 | 11,59 | 9,30 | 3,93 | 2,30 | 1,40 | 0,76 | 0,19 | 0,12 | 24 631   |
| Caparica e Trafaria                        | 37,79 | 29,28 | 12,60 | 9,53 | 4,89 | 2,12 | 2,68 | 0,75 | 0,26 | 0,09 | 9 789    |
| Charneca de Caparica e Sobreda             | 45,45 | 27,37 | 12,13 | 5,46 | 3,69 | 2,77 | 2,00 | 0,75 | 0,25 | 0,13 | 19 866   |
| Costa de Caparica                          | 46,46 | 27,70 | 11,13 | 5,14 | 3,78 | 2,60 | 2,22 | 0,77 | 0,09 | 0,10 | 5 808    |
| Laranjeiro e Feijó                         | 35,66 | 32,42 | 12,85 | 8,91 | 4,64 | 2,51 | 2,04 | 0,55 | 0,24 | 0,17 | 16 583   |
| Almada                                     | 39,64 | 30,75 | 12,10 | 7,93 | 4,13 | 2,47 | 1,92 | 0,71 | 0,22 | 0,13 | 76 677   |

### Barreiro
| Candidato               | Candidato                | Votos  | %               |
| ----------------------- | ------------------------ | ------ | --------------- |
|                         | António Sampaio da Nóvoa | 12 437 | 33,93 / 100,00  |
|                         | Marcelo Rebelo de Sousa  | 10 831 | 29,55 / 100,00  |
|                         | Edgar Silva              | 5 304  | 14,47 / 100,00  |
|                         | Marisa Matias            | 4 797  | 13,09 / 100,00  |
|                         | Maria de Belém Roseira   | 1 541  | 4,20 / 100,00   |
|                         | Vitorino Silva           | 712    | 1,94 / 100,00   |
|                         | Paulo de Morais          | 687    | 1,87 / 100,00   |
|                         | Henrique Neto            | 188    | 0,51 / 100,00   |
|                         | Jorge Sequeira           | 80     | 0,22 / 100,00   |
|                         | Cândido Ferreira         | 74     | 0,20 / 100,00   |
| Votos Inválidos         | Votos Inválidos          | 695    | 1,86 / 100,00   |
| Total                   | Total                    | 37 346 | 100,00 / 100,00 |
| Eleitorado/Participação | Eleitorado/Participação  | 69 181 | 53,98 / 100,00  |

| Freguesia                                   | %     | %     | %     | %     | %    | %    | %    | %    | %    | %    | Votantes |
| Freguesia                                   | ASN   | MRS   | ES    | MM    | MBR  | VS   | PM   | HN   | JS   | CF   | Votantes |
| ------------------------------------------- | ----- | ----- | ----- | ----- | ---- | ---- | ---- | ---- | ---- | ---- | -------- |
| Alto do Seixalinho, Santo André e Verderena | 35,04 | 28,46 | 14,85 | 12,54 | 4,44 | 1,94 | 1,75 | 0,58 | 0,22 | 0,19 | 19 892   |
| Barreiro e Lavradio                         | 34,27 | 28,67 | 14,83 | 13,50 | 4,02 | 1,83 | 2,00 | 0,43 | 0,25 | 0,18 | 10 582   |
| Palhais e Coina                             | 25,35 | 34,75 | 16,49 | 14,83 | 3,65 | 2,21 | 2,10 | 0,39 | 0,11 | 0,11 | 1 845    |
| Santo António da Charneca                   | 31,99 | 33,81 | 11,47 | 13,76 | 3,89 | 2,09 | 2,01 | 0,47 | 0,20 | 0,32 | 5 027    |
| Barreiro                                    | 33,93 | 29,55 | 14,47 | 13,09 | 4,20 | 1,94 | 1,87 | 0,51 | 0,22 | 0,20 | 37 346   |

### Grândola
| Candidato               | Candidato                | Votos  | %               |
| ----------------------- | ------------------------ | ------ | --------------- |
|                         | António Sampaio da Nóvoa | 1 952  | 31,86 / 100,00  |
|                         | Marcelo Rebelo de Sousa  | 1 939  | 31,65 / 100,00  |
|                         | Edgar Silva              | 975    | 15,92 / 100,00  |
|                         | Marisa Matias            | 753    | 12,29 / 100,00  |
|                         | Maria de Belém Roseira   | 219    | 3,57 / 100,00   |
|                         | Vitorino Silva           | 112    | 1,83 / 100,00   |
|                         | Paulo de Morais          | 90     | 1,47 / 100,00   |
|                         | Henrique Neto            | 43     | 0,70 / 100,00   |
|                         | Jorge Sequeira           | 23     | 0,38 / 100,00   |
|                         | Cândido Ferreira         | 20     | 0,33 / 100,00   |
| Votos Inválidos         | Votos Inválidos          | 90     | 1,44 / 100,00   |
| Total                   | Total                    | 6 216  | 100,00 / 100,00 |
| Eleitorado/Participação | Eleitorado/Participação  | 12 261 | 50,70 / 100,00  |

| Freguesia                                  | %     | %     | %     | %     | %    | %    | %    | %    | %    | %    | Votantes |
| Freguesia                                  | ASN   | MRS   | ES    | MM    | MBR  | VS   | PM   | HN   | JS   | CF   | Votantes |
| ------------------------------------------ | ----- | ----- | ----- | ----- | ---- | ---- | ---- | ---- | ---- | ---- | -------- |
| Azinheira dos Barros e São Mamede do Sádão | 35,58 | 20,22 | 16,85 | 17,60 | 4,12 | 3,37 | 0,37 | 0,75 | 0,37 | 0,75 | 270      |
| Carvalhal                                  | 28,19 | 32,30 | 13,17 | 16,05 | 3,70 | 2,26 | 2,06 | 1,23 | 0,41 | 0,62 | 496      |
| Grândola e Santa Margarida da Serra        | 32,69 | 30,35 | 17,00 | 12,42 | 3,17 | 1,58 | 1,58 | 0,59 | 0,37 | 0,26 | 4 676    |
| Melides                                    | 27,94 | 43,08 | 10,84 | 7,31  | 5,74 | 2,48 | 0,78 | 1,04 | 0,39 | 0,39 | 774      |
| Grândola                                   | 31,86 | 31,65 | 15,92 | 12,29 | 3,57 | 1,83 | 1,47 | 0,70 | 0,38 | 0,33 | 6 216    |

### Moita
| Candidato               | Candidato                | Votos  | %               |
| ----------------------- | ------------------------ | ------ | --------------- |
|                         | António Sampaio da Nóvoa | 8 241  | 29,71 / 100,00  |
|                         | Marcelo Rebelo de Sousa  | 8 173  | 29,47 / 100,00  |
|                         | Edgar Silva              | 4 356  | 15,71 / 100,00  |
|                         | Marisa Matias            | 4 174  | 15,05 / 100,00  |
|                         | Maria de Belém Roseira   | 1 205  | 4,34 / 100,00   |
|                         | Vitorino Silva           | 763    | 2,75 / 100,00   |
|                         | Paulo de Morais          | 530    | 1,91 / 100,00   |
|                         | Henrique Neto            | 158    | 0,57 / 100,00   |
|                         | Jorge Sequeira           | 82     | 0,30 / 100,00   |
|                         | Cândido Ferreira         | 52     | 0,19 / 100,00   |
| Votos Inválidos         | Votos Inválidos          | 555    | 1,96 / 100,00   |
| Total                   | Total                    | 28 289 | 100,00 / 100,00 |
| Eleitorado/Participação | Eleitorado/Participação  | 58 206 | 48,60 / 100,00  |

| Freguesia                            | %     | %     | %     | %     | %    | %    | %    | %    | %    | %    | Votantes |
| Freguesia                            | ASN   | MRS   | ES    | MM    | MBR  | VS   | PM   | HN   | JS   | CF   | Votantes |
| ------------------------------------ | ----- | ----- | ----- | ----- | ---- | ---- | ---- | ---- | ---- | ---- | -------- |
| Alhos Vedros                         | 29,04 | 29,24 | 13,81 | 17,36 | 4,56 | 2,66 | 2,25 | 0,60 | 0,29 | 0,20 | 6 804    |
| Baixa da Banheira e Vale da Amoreira | 30,93 | 27,99 | 17,46 | 13,91 | 4,72 | 2,33 | 1,67 | 0,56 | 0,28 | 0,15 | 12 342   |
| Gaio-Rosário e Sarilhos Pequenos     | 28,05 | 24,46 | 23,92 | 13,26 | 4,84 | 2,78 | 1,43 | 0,63 | 0,36 | 0,27 | 1 138    |
| Moita                                | 28,65 | 32,65 | 13,45 | 15,10 | 3,51 | 3,48 | 2,06 | 0,55 | 0,32 | 0,23 | 8 005    |
| Moita                                | 29,71 | 29,47 | 15,71 | 15,05 | 4,34 | 2,75 | 1,91 | 0,57 | 0,30 | 0,19 | 28 289   |

### Montijo
| Candidato               | Candidato                | Votos  | %               |
| ----------------------- | ------------------------ | ------ | --------------- |
|                         | Marcelo Rebelo de Sousa  | 8 533  | 45,36 / 100,00  |
|                         | António Sampaio da Nóvoa | 4 773  | 25,37 / 100,00  |
|                         | Marisa Matias            | 2 364  | 12,57 / 100,00  |
|                         | Edgar Silva              | 1 144  | 6,08 / 100,00   |
|                         | Maria de Belém Roseira   | 755    | 4,01 / 100,00   |
|                         | Paulo de Morais          | 522    | 2,77 / 100,00   |
|                         | Vitorino Silva           | 515    | 2,74 / 100,00   |
|                         | Henrique Neto            | 134    | 0,71 / 100,00   |
|                         | Jorge Sequeira           | 41     | 0,22 / 100,00   |
|                         | Cândido Ferreira         | 32     | 0,17 / 100,00   |
| Votos Inválidos         | Votos Inválidos          | 402    | 2,09 / 100,00   |
| Total                   | Total                    | 19 215 | 100,00 / 100,00 |
| Eleitorado/Participação | Eleitorado/Participação  | 42 124 | 45,62 / 100,00  |

| Freguesia                         | %     | %     | %     | %     | %    | %    | %    | %    | %    | %    | Votantes |
| Freguesia                         | MRS   | ASN   | MM    | ES    | MBR  | PM   | VS   | HN   | JS   | CF   | Votantes |
| --------------------------------- | ----- | ----- | ----- | ----- | ---- | ---- | ---- | ---- | ---- | ---- | -------- |
| Atalaia e Alto Estanqueiro-Jardia | 44,31 | 26,98 | 11,81 | 5,20  | 5,74 | 2,44 | 2,65 | 0,33 | 0,22 | 0,33 | 1 887    |
| Canha                             | 49,22 | 26,26 | 6,78  | 5,91  | 9,39 | 1,22 | 0,70 | 0,35 | 0    | 0,17 | 586      |
| Montijo e Afonsoeiro              | 45,56 | 25,31 | 13,26 | 5,55  | 3,48 | 2,93 | 2,76 | 0,79 | 0,23 | 0,13 | 14 225   |
| Pegões                            | 51,46 | 21,43 | 10,06 | 6,07  | 4,53 | 2,15 | 3,30 | 0,61 | 0,15 | 0,23 | 1 323    |
| Sarilhos Grandes                  | 35,83 | 27,56 | 11,11 | 13,95 | 4,39 | 2,93 | 2,93 | 0,69 | 0,26 | 0,34 | 1 194    |
| Montijo                           | 45,36 | 25,37 | 12,57 | 6,08  | 4,01 | 2,77 | 2,74 | 0,71 | 0,22 | 0,17 | 19 215   |

### Palmela
| Candidato               | Candidato                | Votos  | %               |
| ----------------------- | ------------------------ | ------ | --------------- |
|                         | Marcelo Rebelo de Sousa  | 10 065 | 39,91 / 100,00  |
|                         | António Sampaio da Nóvoa | 6 800  | 26,97 / 100,00  |
|                         | Marisa Matias            | 3 545  | 14,06 / 100,00  |
|                         | Edgar Silva              | 2 048  | 8,12 / 100,00   |
|                         | Maria de Belém Roseira   | 1 146  | 4,54 / 100,00   |
|                         | Vitorino Silva           | 667    | 2,65 / 100,00   |
|                         | Paulo de Morais          | 625    | 2,48 / 100,00   |
|                         | Henrique Neto            | 197    | 0,78 / 100,00   |
|                         | Jorge Sequeira           | 67     | 0,27 / 100,00   |
|                         | Cândido Ferreira         | 57     | 0,23 / 100,00   |
| Votos Inválidos         | Votos Inválidos          | 532    | 2,07 / 100,00   |
| Total                   | Total                    | 25 749 | 100,00 / 100,00 |
| Eleitorado/Participação | Eleitorado/Participação  | 52 321 | 49,21 / 100,00  |

| Freguesia           | %     | %     | %     | %     | %    | %    | %    | %    | %    | %    | Votantes |
| Freguesia           | MRS   | ASN   | MM    | ES    | MBR  | VS   | PM   | HN   | JS   | CF   | Votantes |
| ------------------- | ----- | ----- | ----- | ----- | ---- | ---- | ---- | ---- | ---- | ---- | -------- |
| Palmela             | 42,54 | 26,71 | 13,29 | 7,01  | 4,29 | 2,32 | 2,72 | 0,74 | 0,17 | 0,20 | 7 608    |
| Pinhal Novo         | 35,80 | 28,60 | 15,43 | 8,74  | 4,92 | 2,99 | 2,27 | 0,68 | 0,31 | 0,27 | 10 389   |
| Poceirão e Marateca | 45,15 | 23,27 | 10,23 | 10,23 | 4,98 | 3,18 | 1,16 | 1,09 | 0,30 | 0,41 | 2 711    |
| Quinta do Anjo      | 41,60 | 25,98 | 14,47 | 7,39  | 3,92 | 2,13 | 3,25 | 0,89 | 0,28 | 0,08 | 5 041    |
| Palmela             | 39,91 | 26,97 | 14,06 | 8,12  | 4,54 | 2,65 | 2,48 | 0,78 | 0,27 | 0,23 | 25 749   |

### Santiago do Cacém
| Candidato               | Candidato                | Votos  | %               |
| ----------------------- | ------------------------ | ------ | --------------- |
|                         | Marcelo Rebelo de Sousa  | 4 615  | 36,84 / 100,00  |
|                         | António Sampaio da Nóvoa | 3 572  | 28,51 / 100,00  |
|                         | Edgar Silva              | 1 518  | 12,12 / 100,00  |
|                         | Marisa Matias            | 1 492  | 11,91 / 100,00  |
|                         | Maria de Belém Roseira   | 553    | 4,41 / 100,00   |
|                         | Vitorino Silva           | 307    | 2,45 / 100,00   |
|                         | Paulo de Morais          | 305    | 2,43 / 100,00   |
|                         | Henrique Neto            | 86     | 0,69 / 100,00   |
|                         | Jorge Sequeira           | 41     | 0,33 / 100,00   |
|                         | Cândido Ferreira         | 38     | 0,30 / 100,00   |
| Votos Inválidos         | Votos Inválidos          | 238    | 1,86 / 100,00   |
| Total                   | Total                    | 12 765 | 100,00 / 100,00 |
| Eleitorado/Participação | Eleitorado/Participação  | 24 819 | 51,43 / 100,00  |

| Freguesia                                        | %     | %     | %     | %     | %    | %    | %    | %    | %    | %    | Votantes |
| Freguesia                                        | MRS   | ASN   | ES    | MM    | MBR  | VS   | PM   | HN   | JS   | CF   | Votantes |
| ------------------------------------------------ | ----- | ----- | ----- | ----- | ---- | ---- | ---- | ---- | ---- | ---- | -------- |
| Abela                                            | 29,77 | 25,46 | 29,77 | 7,19  | 3,49 | 2,87 | 0,41 | 0    | 0,41 | 0,62 | 492      |
| Alvalade                                         | 33,59 | 26,85 | 23,87 | 8,56  | 2,20 | 1,95 | 1,95 | 0,52 | 0,52 | 0    | 785      |
| Cercal do Alentejo                               | 29,65 | 29,99 | 15,41 | 11,75 | 6,50 | 2,49 | 2,00 | 1,38 | 0,35 | 0,48 | 1 475    |
| Ermidas-Sado                                     | 29,30 | 26,80 | 20,41 | 14,25 | 3,99 | 2,51 | 1,60 | 0,46 | 0,23 | 0,46 | 900      |
| Santiago do Cacém, Sta. e S. Bartolomeu da Serra | 39,81 | 29,35 | 10,34 | 10,02 | 4,30 | 2,63 | 2,15 | 0,80 | 0,23 | 0,37 | 3 551    |
| Santo André                                      | 40,51 | 28,09 | 5,70  | 14,49 | 4,27 | 2,38 | 3,58 | 0,53 | 0,29 | 0,16 | 4 590    |
| São Domingos e Vale de Água                      | 25,85 | 32,99 | 21,77 | 8,84  | 5,95 | 1,87 | 0,85 | 0,51 | 0,85 | 0,51 | 596      |
| São Francisco da Serra                           | 43,82 | 24,46 | 11,29 | 11,56 | 3,49 | 2,69 | 1,08 | 0,81 | 0,54 | 0,27 | 376      |
| Santiago do Cacém                                | 36,84 | 28,51 | 12,12 | 11,91 | 4,41 | 2,45 | 2,43 | 0,69 | 0,33 | 0,30 | 12 765   |

### Seixal
| Candidato               | Candidato                | Votos   | %               |
| ----------------------- | ------------------------ | ------- | --------------- |
|                         | Marcelo Rebelo de Sousa  | 26 345  | 38,92 / 100,00  |
|                         | António Sampaio da Nóvoa | 20 135  | 29,75 / 100,00  |
|                         | Marisa Matias            | 8 589   | 12,69 / 100,00  |
|                         | Edgar Silva              | 5 751   | 8,50 / 100,00   |
|                         | Maria de Belém Roseira   | 2 982   | 4,41 / 100,00   |
|                         | Vitorino Silva           | 1 682   | 2,48 / 100,00   |
|                         | Paulo de Morais          | 1 608   | 2,38 / 100,00   |
|                         | Henrique Neto            | 366     | 0,54 / 100,00   |
|                         | Jorge Sequeira           | 138     | 0,20 / 100,00   |
|                         | Cândido Ferreira         | 96      | 0,14 / 100,00   |
| Votos Inválidos         | Votos Inválidos          | 1 591   | 2,29 / 100,00   |
| Total                   | Total                    | 69 283  | 100,00 / 100,00 |
| Eleitorado/Participação | Eleitorado/Participação  | 135 196 | 51,25 / 100,00  |

| Freguesia                                | %     | %     | %     | %     | %    | %    | %    | %    | %    | %    | Votantes |
| Freguesia                                | MRS   | ASN   | MM    | ES    | MBR  | VS   | PM   | HN   | JS   | CF   | Votantes |
| ---------------------------------------- | ----- | ----- | ----- | ----- | ---- | ---- | ---- | ---- | ---- | ---- | -------- |
| Amora                                    | 37,89 | 30,97 | 11,89 | 8,59  | 5,36 | 2,38 | 2,13 | 0,47 | 0,19 | 0,13 | 20 013   |
| Corroios                                 | 41,38 | 30,38 | 12,12 | 6,38  | 3,92 | 2,25 | 2,71 | 0,55 | 0,20 | 0,12 | 22 189   |
| Fernão Ferro                             | 43,41 | 28,60 | 12,22 | 5,25  | 4,36 | 2,93 | 2,21 | 0,58 | 0,27 | 0,17 | 7 978    |
| Seixal, Arrentela e Aldeia de Paio Pires | 35,26 | 28,20 | 14,39 | 12,22 | 3,98 | 2,68 | 2,32 | 0,59 | 0,19 | 0,17 | 19 103   |
| Seixal                                   | 38,92 | 29,75 | 12,69 | 8,50  | 4,41 | 2,48 | 2,38 | 0,54 | 0,20 | 0,14 | 69 283   |

### Sesimbra
| Candidato               | Candidato                | Votos  | %               |
| ----------------------- | ------------------------ | ------ | --------------- |
|                         | Marcelo Rebelo de Sousa  | 8 374  | 41,94 / 100,00  |
|                         | António Sampaio da Nóvoa | 5 318  | 26,63 / 100,00  |
|                         | Marisa Matias            | 2 844  | 14,24 / 100,00  |
|                         | Edgar Silva              | 1 373  | 6,88 / 100,00   |
|                         | Maria de Belém Roseira   | 799    | 4,00 / 100,00   |
|                         | Vitorino Silva           | 609    | 3,05 / 100,00   |
|                         | Paulo de Morais          | 450    | 2,25 / 100,00   |
|                         | Henrique Neto            | 121    | 0,61 / 100,00   |
|                         | Jorge Sequeira           | 47     | 0,24 / 100,00   |
|                         | Cândido Ferreira         | 33     | 0,17 / 100,00   |
| Votos Inválidos         | Votos Inválidos          | 416    | 2,04 / 100,00   |
| Total                   | Total                    | 20 384 | 100,00 / 100,00 |
| Eleitorado/Participação | Eleitorado/Participação  | 42 558 | 47,90 / 100,00  |

| Freguesia           | %     | %     | %     | %     | %    | %    | %    | %    | %    | %    | Votantes |
| Freguesia           | MRS   | ASN   | MM    | ES    | MBR  | VS   | PM   | HN   | JS   | CF   | Votantes |
| ------------------- | ----- | ----- | ----- | ----- | ---- | ---- | ---- | ---- | ---- | ---- | -------- |
| Quinta do Conde     | 41,81 | 25,70 | 14,94 | 7,12  | 3,71 | 3,35 | 2,46 | 0,47 | 0,27 | 0,16 | 9 947    |
| Sesimbra (Castelo)  | 42,59 | 27,90 | 13,84 | 5,39  | 4,22 | 2,83 | 2,11 | 0,74 | 0,21 | 0,16 | 8 236    |
| Sesimbra (Santiago) | 40,08 | 26,12 | 12,58 | 11,33 | 4,48 | 2,50 | 1,85 | 0,69 | 0,18 | 0,18 | 2 201    |
| Sesimbra            | 41,94 | 26,63 | 14,24 | 6,88  | 4,00 | 3,05 | 2,25 | 0,61 | 0,24 | 0,17 | 20 384   |

### Setúbal
| Candidato               | Candidato                | Votos   | %               |
| ----------------------- | ------------------------ | ------- | --------------- |
|                         | Marcelo Rebelo de Sousa  | 20 040  | 41,00 / 100,00  |
|                         | António Sampaio da Nóvoa | 14 149  | 28,95 / 100,00  |
|                         | Marisa Matias            | 6 377   | 13,05 / 100,00  |
|                         | Edgar Silva              | 3 431   | 7,02 / 100,00   |
|                         | Maria de Belém Roseira   | 2 152   | 4,40 / 100,00   |
|                         | Paulo de Morais          | 1 184   | 2,42 / 100,00   |
|                         | Vitorino Silva           | 1 006   | 2,06 / 100,00   |
|                         | Henrique Neto            | 346     | 0,71 / 100,00   |
|                         | Jorge Sequeira           | 112     | 0,23 / 100,00   |
|                         | Cândido Ferreira         | 77      | 0,16 / 100,00   |
| Votos Inválidos         | Votos Inválidos          | 869     | 1,75 / 100,00   |
| Total                   | Total                    | 49 743  | 100,00 / 100,00 |
| Eleitorado/Participação | Eleitorado/Participação  | 103 553 | 48,04 / 100,00  |

| Freguesia                          | %     | %     | %     | %     | %    | %    | %    | %    | %    | %    | Votantes |
| Freguesia                          | MRS   | ASN   | MM    | ES    | MBR  | PM   | VS   | HN   | JS   | CF   | Votantes |
| ---------------------------------- | ----- | ----- | ----- | ----- | ---- | ---- | ---- | ---- | ---- | ---- | -------- |
| Azeitão (São Lourenço e São Simão) | 46,26 | 28,04 | 11,40 | 5,09  | 3,95 | 2,82 | 1,57 | 0,64 | 0,09 | 0,13 | 8 707    |
| Gâmbia-Pontes-Alto da Guerra       | 39,38 | 26,02 | 12,93 | 11,35 | 4,59 | 2,25 | 2,25 | 0,59 | 0,36 | 0,28 | 2 576    |
| Sado                               | 25,17 | 33,40 | 16,17 | 15,77 | 5,15 | 0,97 | 2,23 | 0,57 | 0,32 | 0,24 | 2 495    |
| São Sebastião                      | 37,29 | 29,75 | 14,83 | 7,71  | 4,82 | 2,39 | 2,14 | 0,65 | 0,26 | 0,16 | 18 803   |
| Setúbal                            | 44,97 | 28,31 | 11,48 | 5,32  | 4,03 | 2,77 | 1,89 | 0,84 | 0,23 | 0,14 | 17 162   |
| Setúbal                            | 41,00 | 28,95 | 13,05 | 7,02  | 4,40 | 2,42 | 2,06 | 0,71 | 0,23 | 0,16 | 49 743   |

### Sines
| Candidato               | Candidato                | Votos  | %               |
| ----------------------- | ------------------------ | ------ | --------------- |
|                         | Marcelo Rebelo de Sousa  | 1 957  | 36,02 / 100,00  |
|                         | António Sampaio da Nóvoa | 1 553  | 28,58 / 100,00  |
|                         | Marisa Matias            | 816    | 15,02 / 100,00  |
|                         | Edgar Silva              | 498    | 9,17 / 100,00   |
|                         | Maria de Belém Roseira   | 240    | 4,42 / 100,00   |
|                         | Vitorino Silva           | 173    | 3,18 / 100,00   |
|                         | Paulo de Morais          | 136    | 2,50 / 100,00   |
|                         | Henrique Neto            | 30     | 0,55 / 100,00   |
|                         | Cândido Ferreira         | 16     | 0,29 / 100,00   |
|                         | Jorge Sequeira           | 14     | 0,26 / 100,00   |
| Votos Inválidos         | Votos Inválidos          | 108    | 1,94 / 100,00   |
| Total                   | Total                    | 5 541  | 100,00 / 100,00 |
| Eleitorado/Participação | Eleitorado/Participação  | 12 063 | 45,93 / 100,00  |

| Freguesia  | %     | %     | %     | %    | %    | %    | %    | %    | %    | %    | Votantes |
| Freguesia  | MRS   | ASN   | MM    | ES   | MBR  | VS   | PM   | HN   | CF   | JS   | Votantes |
| ---------- | ----- | ----- | ----- | ---- | ---- | ---- | ---- | ---- | ---- | ---- | -------- |
| Porto Covo | 44,14 | 23,01 | 11,92 | 7,95 | 7,95 | 3,14 | 0,42 | 0,84 | 0,42 | 0,21 | 488      |
| Sines      | 35,24 | 29,12 | 15,32 | 9,28 | 4,08 | 3,19 | 2,70 | 0,52 | 0,28 | 0,26 | 5 053    |
| Sines      | 36,02 | 28,58 | 15,02 | 9,17 | 4,42 | 3,18 | 2,50 | 0,55 | 0,29 | 0,26 | 5 541    |